# Alice Hétsey

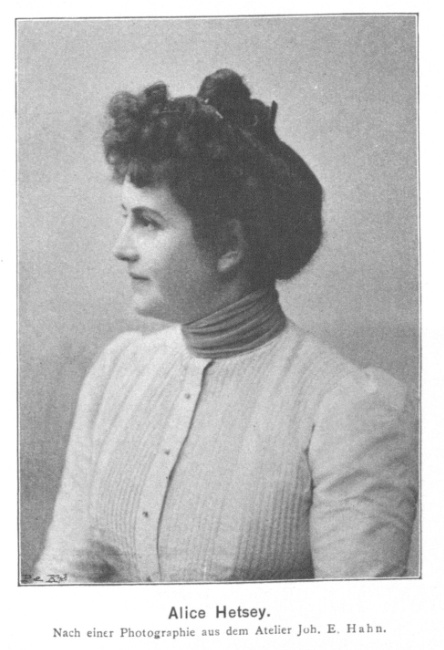
Alice Hétsey (1900)

Alice Juliane Hétsey, im Film stets akzentlos als Alice Hetsey, verheiratete Alice Holzer (* 3. September 1875 in Wien; † 11. Februar 1939 ebenda) war eine österreichische Bühnenschauspielerin. 

## Leben
Alice Hétsey erhielt ihre künstlerische Ausbildung bei Konrad Loewe und Karl Arnau in ihrer Heimatstadt Wien. Ihr Bühnendebüt gab sie am 30. Januar 1898 am Raimundtheater. Dieser zentralen Wiener Bühne blieb die seit 1901 mit dem Schriftsteller Rudolf Holzer verheiratete Künstlerin bis in die frühen Jahre des 20. Jahrhunderts verbunden und bespielte dort das Fach der Salondame, der Heldin aber auch bereits das Charakterfach. 1904 wechselte Alice Hetsey-Holzer an das Deutsche Volkstheater der Hauptstadt, dem sie ein Vierteljahrhundert lang die Treue halten sollte. Hier feierte die Wienerin Erfolge als Charakterdarstellerin in klassischen ebenso wie in Konversationsstücken. Nach 1929 band sie sich nicht mehr fest an eine Bühne und blieb ihre letzten aktiven Jahre als freischaffende Künstlerin tätig.
Zu Alice Hétseys wichtigsten Theaterrollen zählen die Hero, die Anna (in Shakespeares Richard III.), die Pompadour (in Brachvogels Narziß), die Magda (in Sudermanns Heimat), das Kätchen (in Shakespeares Der Widerspenstigen Zähmung), die Adriane (in Shakespeares Die Komödie der Irrungen), die Claire (in Ohnets Der Hüttenbesitzer), die Agnes Sorel, die Rottin (in Schönherrs Glaube und Heimat) und die Frau Alving (in Ibsens Gespenster).
In den letzten zehn Stummfilmjahren in Österreich (1920 bis 1930) wirkte die Künstlerin mit Nebenrollen auch in einer Reihe von Kinoproduktionen mit.

## Filmografie (Auswahl)
- 1920: Der tanzende Tod
- 1920: Das vierte Gebot
- 1920: Das siebente Gebot
- 1921: Hemmungslos
- 1921: Die Spur im Dunkeln
- 1922: Die Rosenkreuzer
- 1924: Prater
- 1924: Der Fluch
- 1926: Der Leibgardist (Der Gardeoffizier)
- 1930: Eine Dirne ist ermordet worden